# Flagge von Tasmanien

Seitenverhältnis 1:2

Dienstflagge des Gouverneurs

Die Flagge von Tasmanien wurde am 25. September 1876 zunächst inoffiziell eingeführt. Sie ist eine Variante der britischen Blue Ensign, mit dem Staatsabzeichen im Flugteil. Das Abzeichen ist eine weiße Scheibe mit einem schreitenden roten Löwen in der Mitte. Die  genaue Bedeutung dieses Designs ist nicht bekannt, doch es wird angenommen, dass der Löwe einen Bezug zu England herstellt. Die Flagge ist fast unverändert geblieben, mit Ausnahme einer kleinen Detailänderung beim Löwen im Jahr 1975, als die Regierung die Flagge auch offiziell einführte.

## Frühere Flagge
Tasmanien hatte im Jahr 1875 seine erste Flagge eingeführt, jedoch nur einen Monat später zugunsten der heute gültigen verworfen. Die alte Flagge entsprach nicht den von der britischen Admiralität festgelegten Vorgaben. Im Flugteil war das Kreuz des Südens mit fünfstrahligen Sternen abgebildet.